# Redes Jeanson
Las Redes Jeanson o Red Jeanson (en francés, Réseau Jeanson) fue un grupo francés de militantes que, actuando bajo las instrucciones de Francis Jeanson, funcionó como una quinta columna a favor del Frente de Liberación Nacional de Argelia contra los franceses argelinos durante la Guerra de Independencia de Argelia (1954-1962). Se dedicaba principalmente a conseguir y transportar fondos y documentación falsa: de ahí el nombre de «portadores de maletas» (en francés, « porteurs de valises ») que se les atribuía a sus miembros. 

## Miembros destacados
- Michèle Firk, periodista y guerrillera muerta en Guatemala en 1968.
- El célebre activista anticolonialista comunista Henri Curiel, asesinado en 1978.
- Adolfo Kaminsky, falsificador de documentos argentino.

### Archivos audio
La historia del mundo: Especial sobre el Mayo del 68 (min. 13:00)
- Portal:Francia. Contenido relacionado con Francia.

- Datos: Q3456567